# پیگیا
پیگیا (به لاتین: Pegeia) یک منطقهٔ مسکونی در قبرس است که در ناحیه پافوس واقع شده‌است.

## خصوصیات
پیگیا  ۳٬۹۵۳ نفر جمعیت دارد.